# 마루야마 아츠시
마루야마 아츠시(일본어: 丸山 敦史 まるやま あつし[*])는 일본의 배우이다.

## 경력
- 2007년 실사드라마 풍마의 코지로의 시엔 역으로 데뷔.
- 2013년 수전전대 쿄류저에서 우츠세미마루/쿄류골드 역으로 출연.
- 소속사는 바닝프로덕션. 하지만 2021년 10월 31일에 계약만료로 소속사를 나갔으며 당분간 소속사 없이 활동할 예정이라 밝혔다.

## 출연작

### TV 드라마
- 2013년 ~ 2014년 수전전대 쿄류저 - 우츠세미마루 / 쿄류골드 역

## 영화
- 수전전대 쿄류저 THE MOVIE - GABURINCHO OF MUSIC - 우츠세미마루 / 쿄류골드 역
- 수전전대 쿄류저 vs. 고버스터즈 공룡대결전 안녕히 영원한 친구여 - 우츠세미마루 / 쿄류골드 역
- 열차전대 토큐저 vs. 쿄류저 THE MOVIE - 우츠세미마루 / 쿄류골드 역